# محمدرضا اسلامی
محمدرضا اسلامی چهره ماندگار کشور، بنیان‌گذار مقطع کارشناسی ارشد رشته مهندسی مکانیک دانشگاه صنعتی امیرکبیر و دارنده نشان طلای مدال آلبرت اینشتین یونسکو است. وی عضو پیوسته فرهنگستان علوم است و در حال حاضر ریاست گروه علوم مهندسی فرهنگستان علوم را به عهده دارد

## تحصیلات و مدارج علمی
محمدرضا اسلامی در سال ۱۳۴۳ در رشته مکانیک دانشگاه پلی تکنیک پذیرفته و در سال ۱۳۴۸ با رتبه ممتاز فارغ‌التحصیل و برای تحصیلات تکمیلی بورسیه آمریکا شد. یک سال بعداز شروع تحصیل در آمریکا از سوی ناسا دعوت به همکاری شد و به مدت سه سال در چند پروژه از جمله شاتل فضایی همکاری داشته‌است. اسلامی در سال ۱۳۵۲ مدرک دکترای مهندسی مکانیک خود را از دانشگاه ایالتی لوئیزیانا دریافت کرد و به وطن بازگشت و بلافاصله به تدریس در دانشگاه صنعتی امیرکبیر پرداخت.
اسلامی در سال ۱۳۷۴ درجه استاد برتر را از انجمن مهندسان مکانیک ایران کسب کرد و در حال حاضر رئیس این انجمن است.

### فعالیت و عضویت‌های بین‌المللی
اسلامی طی سال‌های ۱۹۷۳ _ ۱۹۷۰ در مرکز فضایی ناسا همکاری می‌کرد. در سال ۱۹۹۷ به علت کارهای اصیل علمی و پیشبرد و توسعه حرفه مهندسی در سطح بین‌المللی، عضو برجسته انستیتو هوافضا آمریکا (AIAA) و در سال ۲۰۰۱ موفق به کسب درجه علمی fellow انجمن مهندسان مکانیک آمریکا شد.

### فرهنگستان علوم
اسلامی از سال ۱۳۷۱ به عنوان عضو وابسته با فرهنگستان علوم همکاری داشته و در سال ۱۳۸۰ به عضویت پیوسته فرهنگستان علوم برگزیده شده‌است. در ۳۱ شهریور ماه ۱۳۹۴ طی حکمی از جانب رضا داوری اردکانی ریاست فرهنگستان، وی به ریاست گروه علوم مهندسی منصوب و جایگزین سعید سهراب‌پور شد

## جوایز و نشان‌ها
اسلامی در سال ۱۳۸۲ خورشیدی به عنوان چهره ماندگار کشور برگزیده و در سال ۲۰۰۸ میلادی برنده نشان طلای مدال آلبرت اینشتین یونسکو شد و جایزه خود را در مراسم بیست و یکمین جشنواره خوارزمی در بهمن ۱۳۸۶ دریافت کرد. وی همچنین برنده جایزه علمی علامه طباطبایی بنیاد ملی نخبگان در سال ۱۳۹۱ شده‌است.

## شاگردان معروف
حمید احمدیان استاد ارتعاشات و مجیدرضا آیت اللهی استاد مکانیک شکست در دانشگاه علم و صنعت ایران، دوره کارشناسی ارشد خود را زیر نظر محمدرضا اسلامی به پایان رسانده اند. همچنین یاسر کیانی از استادان برجسته مهندسی مکانیک جهان و حامد باقری از شاگردان محمدرضا اسلامی  می باشند.

## گزیده کتاب‌شناسی
| نقش محمدرضا اسلامی                           | نام کتاب                                                                        | معرفی در بوک گوگل | سال انتشار |
| -------------------------------------------- | ------------------------------------------------------------------------------- | ----------------- | ---------- |
| یکی از دو نویسنده (همراه با ریچارد هتنارسکی) | Thermal Stresses—Advanced Theory and Applications                               | «1».              | ۲۰۰۸       |
| نویسنده اول گروه                             | Theory of Elasticity and Thermal Stresses: Explanations, Problems and Solutions | «2».              | ۲۰۱۳       |
| نویسنده                                      | Buckling and Postbuckling of Beams, Plates, and Shells                          | «3».              | ۲۰۱۷       |